# Almohaja
Almohaja – gmina w Hiszpanii, w prowincji Teruel, w Aragonii, o powierzchni 25,55 km². W 2011 roku gmina liczyła 28 mieszkańców.